# Le Soulié
Le Soulié is een gemeente in het Franse departement Hérault (regio Occitanie) en telt 113 inwoners (2009). De plaats maakt deel uit van het arrondissement Béziers.

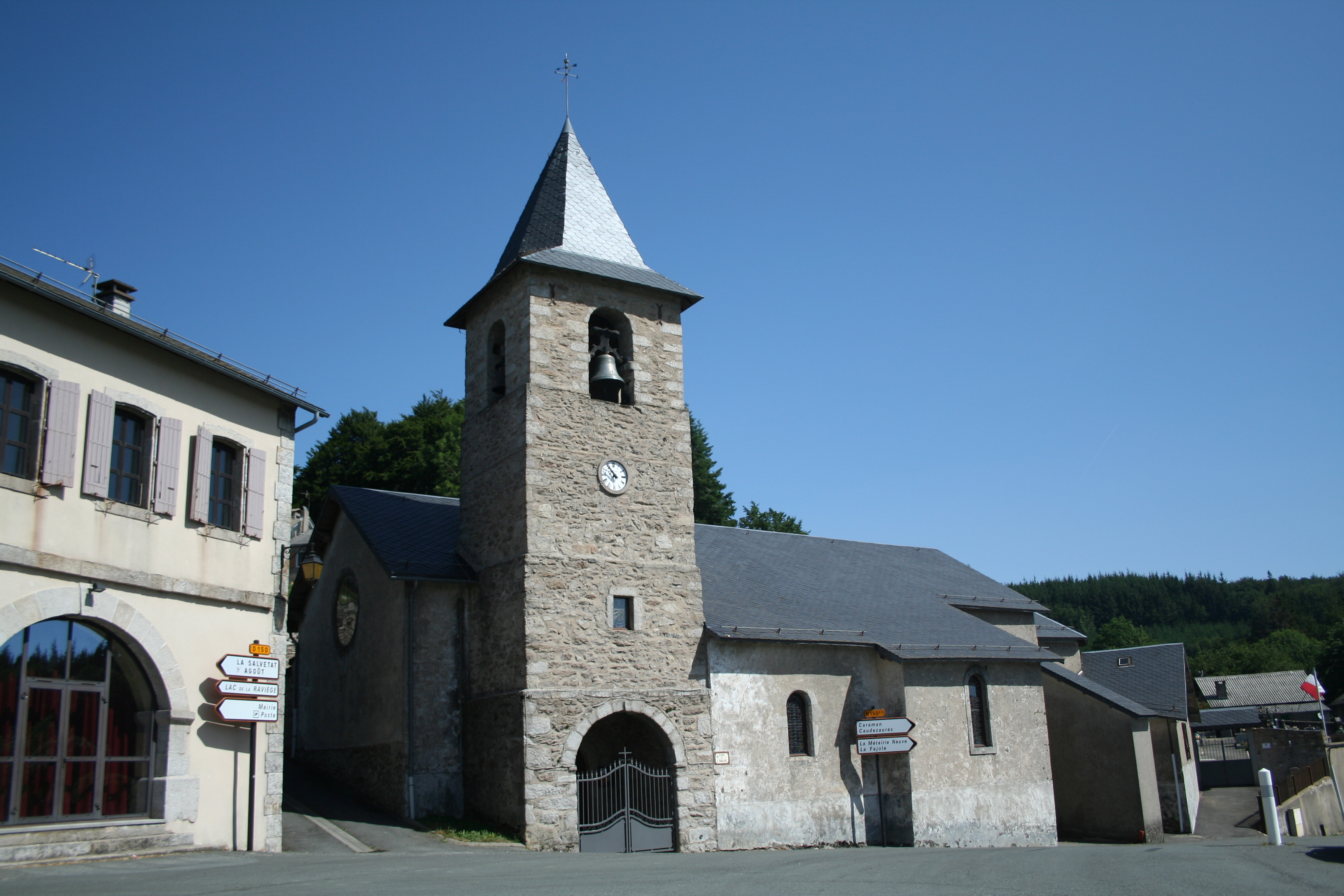
Kerk Saint-Jean

## Geografie
De oppervlakte van Le Soulié bedraagt 39,7 km², de bevolkingsdichtheid is dus 2,8 inwoners per km².
De onderstaande kaart toont de ligging van Le Soulié met de belangrijkste infrastructuur en aangrenzende gemeenten.

## Demografie
Onderstaande figuur toont het verloop van het inwonertal (bron: INSEE-tellingen).